# International Emmy Award de la meilleure comédie
L'International Emmy Award de la meilleure série comique (International Emmy Award for Best Comedy) est décerné par l'Académie Internationale des Arts et des Sciences de la Télévision (IATAS) lors de la cérémonie des International Emmy Awards. Cette catégorie reconnaît les programmes télévisés du genre comique qui ont été produits et initialement diffusés en dehors des États-Unis.

## Palmarès

### Années 2000
- 2003 : The Kumars at No. 42,  Royaume-Uni
  - Alt und durchgeknallt,  Allemagne
  - The Perfect Manual,  Japon
  - Lenny Henry in Pieces,  Royaume-Uni

- 2004 : Berlin, Berlin,  Allemagne
  - Corner Gas,  Canada
  - The Newsroom,  Canada
  - Stokvel,  Afrique du Sud

- 2005 : The Newsroom,  Canada
  - Little Britain,  Royaume-Uni
  - Berlin, Berlin,  Allemagne
  - Ohne Worte,  Allemagne

- 2006: Little Britain,  Royaume-Uni
  - Paare,  Allemagne
  - Os Amadores,  Brésil
  - The IT Crowd,  Royaume-Uni

- 2007 : Little Britain,  Royaume-Uni
  - Alle lieben Jimmy,  Allemagne
  - Os Amadores,  Brésil
  - NEO – Office Chuckles,  Japon
  - Sorted,  Afrique du Sud

- 2008 : The IT Crowd[1],  Royaume-Uni
  - Geile Zeit,  Allemagne
  - Mi Problema con las Mujeres,  Pérou
  - NEO – Office Chuckles,  Japon

- 2009 : Hoshi Shinichi's Short Shorts[2],  Japon
  - Peter Kay's Britain's Got the Pop Factor,  Royaume-Uni
  - Ó Paí, Ó,  Brésil
  - Türkisch für Anfänger,  Allemagne

### Années 2010
- 2010 : Ramzor,  Israël
  - Los simuladores,  Mexique
  - Peep Show,  Royaume-Uni
  - Talok Hok Chak,  Thaïlande

- 2011 : Benidorm Bastards,  Belgique
  - Separação?!,  Brésil
  - Facejacker,  Royaume-Uni
  - The Noose,  Singapour

- 2012 : A Mulher Invisível,  Brésil
  - Absolutely Fabulous,  Royaume-Uni
  - Spy,  Royaume-Uni
  - What If?,  Belgique

- 2013 : Moone Boy,  Royaume-Uni
  - Late Nite News with Loyiso Gola,  Afrique du Sud
  - WorkinGirls,  France
  - Como Aproveitar o Fim do Mundo,  Brésil

- 2014 : Wat Als?,  Belgique
  - Please Like Me,  Australie
  - Late Nite News with Loyiso Gola,  Afrique du Sud
  - A Mulher do Prefeito,  Brésil

- 2015 : Doce de Mãe,  Brésil
  - Fais pas ci, fais pas ça,  France
  - Familia en Venta,  Colombie
  - Sensitive Skin,  Canada
  - Puppet Nation ZA,  Afrique du Sud

- 2016 : Hoff the Record,  Royaume-Uni
  - Dix pour cent,  France
  - Puppet Nation ZA,  Afrique du Sud
  - Zorra,  Brésil

- 2017 : Alan Partridge's Scissored Isle[3],  Royaume-Uni
  - Callboys,  Belgique
  - Rakugo The Movie,  Japon
  - Tá no Ar: a TV na TV,  Brésil

- 2018 : Nevsu,  Israël
  - Club de Cuervos,  Mexique
  - Workin' Moms,  Canada
  - El fin de la comedia,  Espagne

- 2019 : Se Beber, Não Ceie[4],  Brésil
  - FAM!,  Singapour
  - Kupa Rashit,  Israël
  - Workin' Moms,  Canada

### Années 2020
- 2020 : Ninguém Tá Olhando,  Brésil
  - Four More Shots Please!,  Inde
  - Fifty,  Israël
  - Back to Life,  Royaume-Uni

- 2021 : Dix pour cent,  France
  - Motherland: Christmas Special,  Royaume-Uni
  - Promesas de Campaña,  Colombie
  - Vir Das: For India,  Inde

- 2022 : Sex Education,  Royaume-Uni
  - Dreaming Whilst Black,  Royaume-Uni
  - Búnker,  Mexique
  - On the Verge,  France

- 2023 : Derry Girls,  Royaume-Uni / Vir Das: Landing,  Inde
- El encargado,  Argentine
- Le Flambeau,  France